# کیرشوردر
کیرشوردر (به آلمانی: Hamburg-Kirchwerder) یک منطقهٔ مسکونی در آلمان است که در برگدورف واقع شده‌است. کیرشوردر ۹٬۴۹۵ نفر جمعیت دارد.